# 지난 여름 갑자기
《지난 여름 갑자기》(영어: Suddenly, Last Summer)는 1959년 개봉한 미국의 남부 고딕 미스터리 영화이다. 조지프 L. 맹키위츠가 감독을 맡았으며, 테네시 윌리엄스의 동명 희곡이 영화의 원작이다.

## 출연

### 주연
- 엘리자베스 테일러
- 캐서린 헵번

### 조연
- 몽고메리 클리프트
- 앨버트 데커
- 멀시데스 맥캠브릿지
- 게리 레이몬드
- 조안 영
- 마리아 브리트네바
- 데이빗 캐머런

## 기타
- 원작자: 테네시 윌리엄스
- 미술: 올리버 메셀
- 의상: 조엔 엘러콧